# Німецький шкільний союз
Німецький шкільний союз або Німецький шкільний союз Німецької Австрії (нім. Deutsche Schulverein, DSchV) - організація і суспільний рух, основною метою діяльності якого був захист інтересів етнічних німців в усіх коронних землях австрійської частини Австро-Угорщині. Створена у 1880 році у Відні.

## Мета
Німецький шкільний союз або Німецький шкільний союз Німецької Австрії (нім. Deutsche Schulverein Südmark) проводив активну роботу з підтримки німців Австрійської імперії та німців закордоном. Організація перш за все діяла в Богемії, Моравії, Австрійській Сілезії, в Галичині та Буковині, Нижній Штирії, Крайні та у приморських регіонах, а також в провінціях Південний Тіроль і Тренто.
Територіями Австро-Угорщини, які належали до угорської частини Австро-Угорщини (Угорщина, Трансильванія, Словаччина, Хорватія і Славонія) мала опікуватися споріднена Берлінська сестринська організація.

## Діяльність
Німецький шкільний союз був заснований 13 травня 1880 року одразу після прийняття австрійського мовного законодавства для Цислейтанії. У відповідності до Статут основна мета діяльності Шкільного Союзу полягала у сприянні заснування німецькомовних шкіл у громадах, "у яких наявні німецькі меншини, проте не можуть бути створені за державні кошти, поширювати серед населення ідеї необхідності створення німецьких шкіл і сприяти у збереженні уже існуючих шкіл шляхом надання матеріальної допомоги для оплати праці вчителів та покриття витрат на навчальний процес".
Перші офіційні збори Німецького шкільного союзу відбулися 2 липня 1880 року. На той момент в організації було 3185 кандидатів на членство, а станом на кінець 1880 року до неї уже входило 22 тисячі осіб.
Менше як за десять років своєї діяльності було організовано 1188 місцевих осередків, а наприкінці 1889 року у Німецькому шкільному союзі нараховувалося 98 тисяч членів, які походили представники усіх суспільних верств німецько-австрійської спільноти.
Серед членів та прихильників організації було багато євреїв, зокрема, від початків її створення серед них була Вільне наукове товариство у Берліні. Це стало причиною конфлікту у 1880-х роках з послідовником "німецького національного руху" (нім. Deutschnationalen Bewegung)Георгом Ріттером фон Шонерером, який виступив проти надто ліберального ставлення Німецького шкільного союзу до євреїв. Оскільки його прибічники не зуміли перемогти у цій дискусії, вони вийшли зі складу організації і створили власний Шкільний Союз.
Особливу підтримку Німецький шкільний союз отримував від регіонального поета зі Штирії Петера Розеґґера (1843-1918), який у 1909 році допоміг організації своїм відомим зверненням із закликом про збір коштів під назвою "1 тисяча пожертв по 2000 крон становить 2 мільйона крон" (нім. 2.000 Kronen mal 1.000 sind 2 Millionen Kronen) сприяло тому, що вже через чотири роки на рахунок організації надійшло понад 3 мільйонів крон.
У 1914 році у 8-му районі Відня було придбано земельну ділянку за 400 тисяч крон, на якій був побудований сучасний як на той час Шкільний Клуб (нім. Schulvereinshaus), що знаходився за адресою Візнича Алея, 18А (Fuhrmannsgasse 18A). Зведення будівлі було проспонсороване німецьким підприємцем і благодійником з Моравії Робертом Примавесі.
Станом на 1914 р. Німецький шкільний союз побудував 152 школи й дитячі садки і найняв на роботу 80 вчителів та 100 вихователів дитячих садків.
Після завершення Першої світової війни і розпаду Австро-Угорщини в Чехословаччині у 1919 р. було утворено "Німецьке культурне товариство" (нім. Deutsche Kulturverband), яке вважалося правонаступницею Німецького шкільного союзу в Богемії та Моравії.
У 1922 р. Відні були надруковані членські квитки організації з фразою "Arbeit macht frei".
У Першій Австрійській Республіці у 1925 р. Німецький шкільний союз і "Німецька Австрія" об'єдналися у спільну організацію "Німецький шкільний союз Німецької Австрії" (нім. Deutschen Schulverein Südmark), який був частиною загально німецького державного "Союзу німців за кордоном" (нім. Verein für das Deutschtum im Ausland (VDA)). Багато його членів були близькими до Великонімецької народної партії, а члени Німецького шкільного союзу знайшли свій політичний прихисток насамперед у Націонал-соціалістичній робітничій партії Німеччини (НСДАП).
Проте вже 13 березня 1938 р. Німецький шкільний союз припинив своє існування. Після аншлюсу Австрії, яка була перейменована в Остмарк, організація була розформована, а її послідовники були перепідпорядковані державному "Всенародному союзу німців за кордоном" (нім. Volksbund für das Deutschtum im Ausland (VDA)).

## Відомі прихильники
Німецький шкільний союз налічував у своїх рядах представників усіх політичних таборів :
- Віктор Адлер - один із організаторів й лідерів Австрійської соціал-демократичної партії та засновник "Робітничої газети", міністр закордонних справ Австрії
- Людвіґ Барт - австрійський хімік
- Йоганнес Брамс - німецький композитор, піаніст і диригент
- Вільгельм Карл фон Додерер - австрійський архітектор
- Густав Гросс - президент австрійського Рейхсрату (1917-1918), головою Великонімецької народної партії (1920-1928)
- Вільгельм фон Гартель - класичний філолог і політик
- Генріх Лаубе - письменник і режисер театру
- Енґельберт Пернерсторфер - член Рейхсрату і представник німецького націоналістичного напрямку в Австрійської соціал-демократичної партії